# جيك فنسنت
جيك فنسنت (بالإنجليزية: Jake Vincent)‏ هو لاعب كرة الماء بريطاني، ولد في 1989.

## وصلات خارجية
- جيك فنسنت على موقع أوليمبيديا (الإنجليزية)
- جيك فنسنت على موقع اللجنة الأولمبية البريطانية (الإنجليزية)